# Louis de Langle
Louis de Langle (mort en 1463 ou 1464 à Lyon) est un érudit français, traducteur d'œuvres latines. Il se présente comme un Espagnol connaissant le catalan.
Il semble avoir été médecin mais il est davantage connu pour ses prédictions astrologiques. Il fut ainsi honoré par Charles VII pour avoir prédit la victoire de Formigny. Il composa un traité d'astrologie en 1456, intitulé De figura seu imagine mundi dont il ne reste que trois exemplaires. Il écrivit aussi d'autres traités.